# International Terrestrial Reference System
International Terrestrial Reference System (ITRS) är ett standardiserat tillvägagångssätt för att åstadkomma ett geocentriskt kartesiskt koordinatsystem, vars grundstorheter är identiska med GRS80–systemet och vars orientering är likadan som BIH–orienteringen från epoken 1984.0. BIH (Bureau International de l’Heure) var den internationella tidsservicebyrån, vars uppgifter övertogs av ITRS-organisationen.
Den fysiska realiseringen av ITRS kallas International Terrestrial Reference Frame (ITRF) och består av ungefär 3500 punkter på marken som är nästan identiskt med WGS 84.